# Sukunabikona

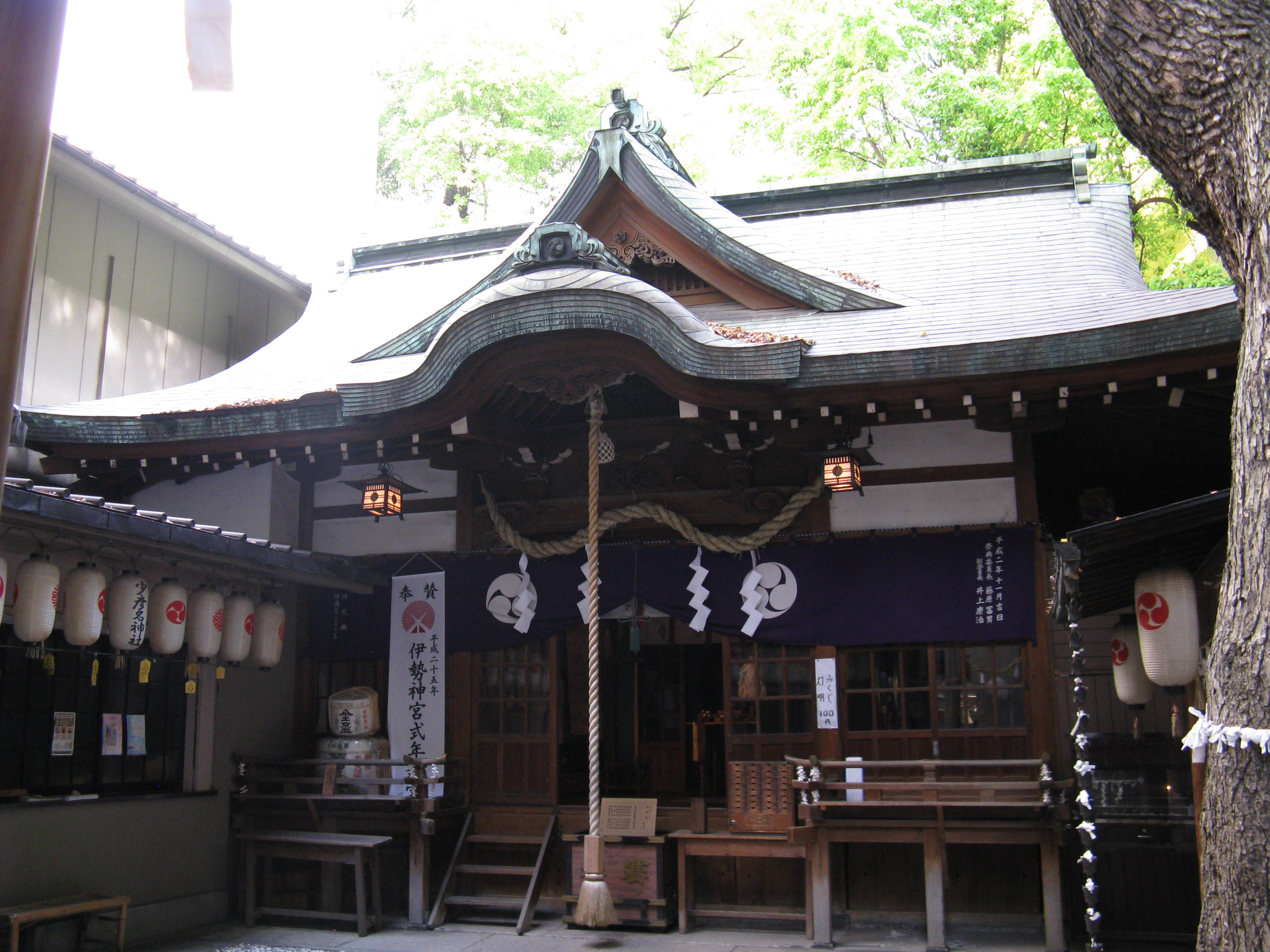
Santuari de Sukunahikona a Osaka

Sukunabikona (少名毘古那神 o スクナビコナ), sovint també anomenada Sukunahikona, és un kami o divinitat del xintoisme. És coneguda per ser la divinitat creadora del sake així com la protectora dels onsen, l'agricultura, la sanació i la màgia. També se la considera una divinitat inmigrant, ja que va arribar al Japó de més enllà de la mar i per això molts santuaris a Hokkaido, Corea o Taiwan li estaven dedicats per a protecció dels japonesos que s'havien traslladat des de la seua terra natal. L'asteroide 10725 du el seu nom. És comunament relacionada amb altra divinitat, Ōkuninushi.

## Biografia

### Divinitat dels banys termals

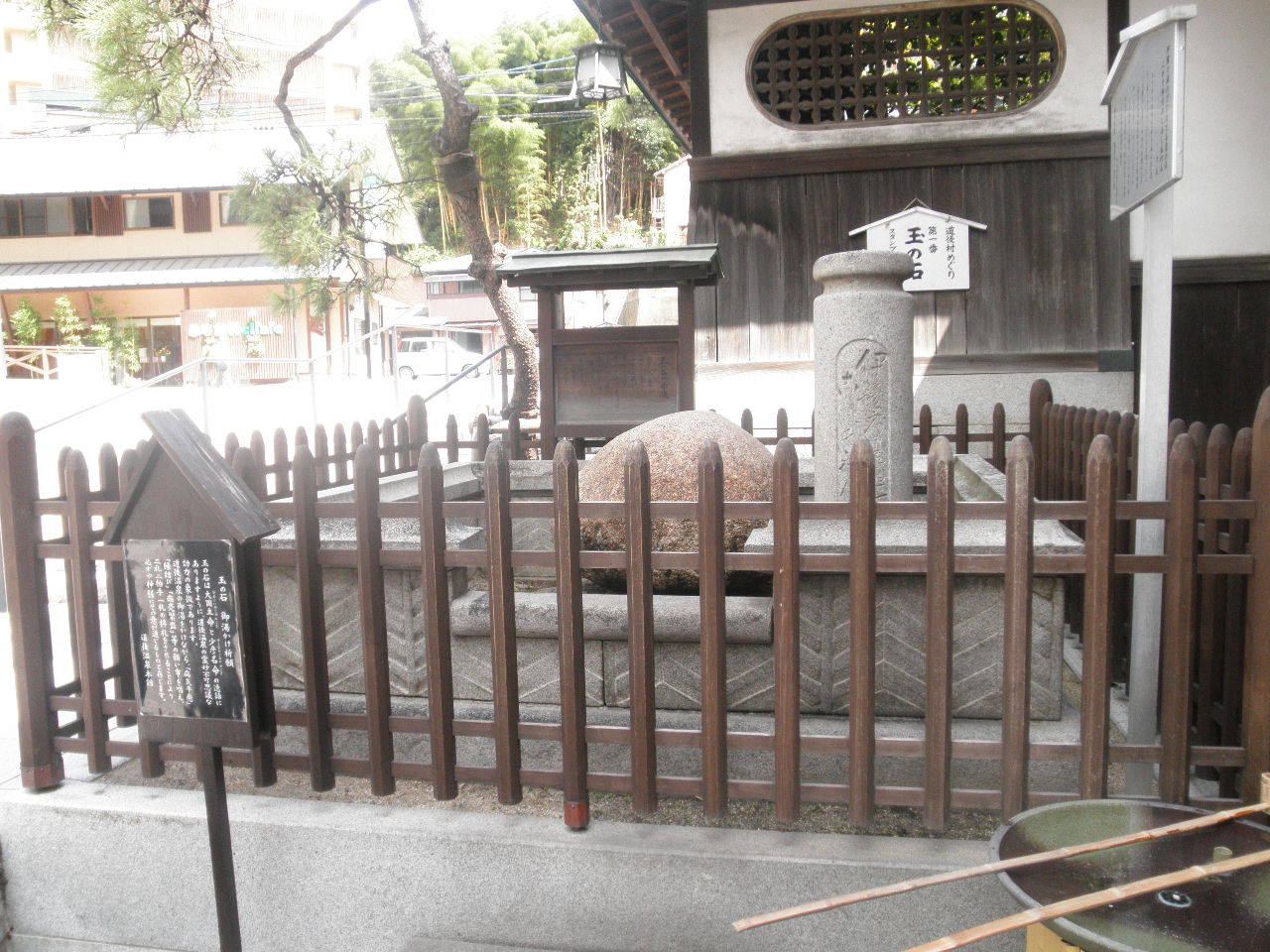
Tama no ishi

En una de les seues aventures, Sukunabikona enmalaltí. Ōkuninushi va dur-la a l'onsen de Dōgo i va introduir-la a les aigües termals per tal de revivir-la. Sukunabikona estava fent una becaina, quan es despertà i veié que s'havia curat, començà a ballar d'alegria sobre una pedra. Les seues empremtes van quedar sobre la pedra, que es va dir Tama no ishi i que encara roman a l'edifici d'aquest onsen. La capacitat de les aigües termals de curar una divinitat van atorgar a la font d'on eixia una importància divina.

### De com creà el sake
A Sukunabikona se li atribueix també la invenció del sake i revelar-li a la gent com podien fer aquest licor mitjançant l'arròs. Degut al regal que Sukunabikona va fer als humans revelant la recepta del sake, sovint és representada i associada amb Uke Mochi, la divinitat del menjar.

### Divinitat de la sanació i la màgia
A na Sukunabikona, com a divinitat de la sanació, se li atribueix la creació i invenció de cures per a diverses malalties tant dels essers humans com dels animals. Des de temps antics, ha estat invocada per la gent per a la protecció contra les "coses reptants" i les "calamitats". Amb "coses reptants" es referien a insectes, serps o plagues que podien fer malbé als conreus, mentres que amb "calamitats" són un eufemisme per a referir-se a les forces espirituals i invisibles malignes. Sukunabikona és omniscent i competent en màgia i, per tant, pot oferir la seua protecció en forma d'encanteris. Com a divinitat de l'agricultura, els granjers li resen per a la protecció dels conreus.
Degut a la seua interacció amb l'Emperadriu Jingu, la qual es trobaba en estat durant un viatge, a Sukunabikona també se li atribueix l'ajuda a la salut de les dones, les dolències reproductives i el part segur.